# ロジャー・ド・ブルトゥイユ (第2代ヘレフォード伯)
第2代ヘレフォード伯ロジャー・ド・ブルトゥイユ（英語: Roger de Breteuil, 2nd Earl of Hereford、1056年ごろ - 1087年以降）とは、11世紀後半のノルマン貴族である。1071年に父である ウィリアム・フィッツオズバーンの後を継ぎ、ヘレフォード伯およびそのイングランド王国内の領地を継承した。彼は諸伯の反乱への関与で歴史に名を残している。

## 諸伯の反乱
ロジャーはウィリアム征服王と良好な関係になかった。1075年には王の許可を得ずに妹のエマをノーフォーク伯ラルフ・ド・ゲールと結婚させた。
その直後、ロジャー伯、ラルフ伯はイングランド王に対する反乱を引き起こした。ロジャーは西部から軍を進め、ノーフォーク伯の軍と合流する予定であったが、セヴァーン川でウスターシャーのイングランド民兵によって食い止められた。このイングランド軍はウルフスタン司教、ウォルター・ド・ラシー、その他のノルマン人によって指揮されていた。
ロジャーはかつてランフラン大司教と親しい関係にあり、ランフランクスはロジャーを息子のように可愛がっていた程であった。そんなランフランクス大司教からの度重なる手紙で反乱を止めるよう説得されたが、これを無視し、最終的に破門された。

### 裁判、刑罰、赦免
反乱が鎮圧された後、ロジャーは大評議会の前で反逆罪の裁判にかけられた。裁判の結果、彼は1075年に領地と伯爵位を剥奪され、終身刑を言い渡された。同じく反乱に関与したラルフ・ド・ゲールとノーサンブリア伯ウォルセフも共謀者として起訴された。
オルデリック・ヴィターリスの記録によれば、ロジャーはウィリアム征服王の死後の1087年になってもなお獄中に留められ、他の政治犯が釈放される中、彼だけは解放されなかった。

## 家族
ロジャーは正式に結婚した記録はないが、レジナルド・ロジャーという二人の息子を残した。彼らはヘンリー碩学王の治世下で「将来有望な若者」と評されたが、父の領地を継承することは許されなかった。そのため、彼らが嫡出子であったかどうかについて学者の間で意見が分かれている。レジナルドは、ハムリン・ド・バロンの娘であり女相続人であるエメリン・ド・バロン（Emmeline de Ballon）と結婚し、彼女の権利を通じて彼の領地を保持した。彼らの子孫は「ド・バロン家（de Ballon）」姓を名乗り、マッチ・マークリの領主となった。